# شهرداری منطقه مسکوکا
شهرداری منطقه مسکوکا (به انگلیسی: District Municipality of Muskoka) یک منطقهٔ مسکونی در کانادا است که در انتاریو واقع شده‌است. شهرداری ناحیه موسکوکا ۶۰٬۵۹۹ نفر جمعیت دارد.